# Балачан, Владимир Фёдорович
Владимир Фёдорович Балачан (10 февраля 1939 — 30 июня 2021) — русский поэт, член Союза писателей России, автор слов гимна Омской области.
Первое стихотворение написал в 18 лет, вскоре оно было опубликовано в районной газете. Отслужив в ракетных войсках, Владимир Балачан работает в горкоме комсомола города Куйбышева Новосибирской области, заканчивает одиннадцать классов вечерней школы, работает корреспондентом районной газеты. В 1973 году окончил Высшую партийную школу при ЦК КПСС, в 1981 году — Высшие литературные курсы при Литературном институте им. А. М. Горького и СП СССР. В Омске живёт с 1981 года.
В. Ф. Балачан лауреат конкурса «Мой Пушкин», автор шестнадцати поэтических книг, среди которых «Теплынь» (Новосибирск, 1969), «Горизонты любви» (Новосибирск, 1982), «Наречённое имя» (Омск, 1987), «Огненная колесница» (Омск, 1993), «Космическое чувство» (Омск, 1999), «Родимая Русь» (Омск, 2000) и др. Поле, труд крестьянина-кормильца на земле, родной деревенский дом, весь мир сибирской деревни — вот ценности, на которых основана поэзия Балачана.
Скульптурный портрет поэта выполнил омский скульптор А. А. Цымбал.
Умер 30 июня 2021 года. Похоронен на Юго-Восточном кладбище Омска.